# Збигнев Голомб
Збѝгнев Го̀ломб (на полски: Zbigniew Gołąb; на английски: Zbigniew Golab) е полско-американски езиковед славист, македонист, професор, преподавател в Люблинския католически и Чикагския университет, член на Полската академия на знанията и Македонската академия на науките и изкуствата.
Определян като един от най-изтъкнатите специалисти по македонски език.

## Трудове
- The influence of Turkish upon the Macedonian Slavonic dialects (1959)
- Conditionalis typu balkańskiego w jezykach poludniowoslowiańskich, ze szczególnym uwzglednieniem macedońskiego (1964)
- Slownik terminologii językoznawczej (1968) – в съавторство с Адам Хайнц и Кажимеж Полянски
- The grammar of Slavic Causatives (1968)
- The initial X – in common slavic: a contributions to prehistorical slavic-iranian contacts (1973)
- Slavic komon' and kon „equus“: an attempt at etymology against the background of the history of domestication (1980)
- The Arumanian dialect of Krus̆evo in SR Macedonia, SFR Yougoslavia (1984)
- The Language of the First Slavs in Greece: VII-VIII Centuries (1989)
- The origins of the Slavs: a linguist's view (1991)